# Zielona Góra
Zielona Góra (nemško Grünberg) je mesto v Šleziji (Lubuško vojvodstvo, Poljska).
Trenutno ima mesto 118.700 prebivalcev (po oceni z dne 2004). Mestna površina obsega 58 km². Župan je Janusz Kubicki.
Je tudi (glavni) sedež rimskokatoliške škofije Zielona Góra-Gorzów.